# Płochocin, Tỉnh West Pomeranian
Płochocin [pwɔˈxɔt͡ɕin] là một khu định cư ở khu hành chính của Gmina Dobra, thuộc Hạt cảnh sát, West Pomeranian Voivodeship, ở phía tây bắc Ba Lan, gần biên giới Đức. Nó nằm khoảng 2 kilômét (1 mi)   phía đông bắc Dobra, 12 km (7 mi) về phía tây của Cảnh sát và 16 km (10 mi) phía tây bắc của thủ đô khu vực Szczecin.
Trước năm 1945, khu vực này là một phần của Đức. Đối với lịch sử của khu vực, xem Lịch sử của Pomerania.